# 温性噬菌体属
温性噬菌体属（学名：Temperatibacter），也称作温和噬菌体属，为温性噬菌体科的一个属。

## 下属物种
本属包括以下物种：
- Temperatibacter marinus Teramoto & Nishijima, 2014[1]